# Pseudocyriocrates strandi
Pseudocyriocrates strandi är en skalbaggsart som beskrevs av Stefan von Breuning 1935. Pseudocyriocrates strandi ingår i släktet Pseudocyriocrates och familjen långhorningar.
Artens utbredningsområde är Laos. Inga underarter finns listade i Catalogue of Life.